# Rotrou III de Perche

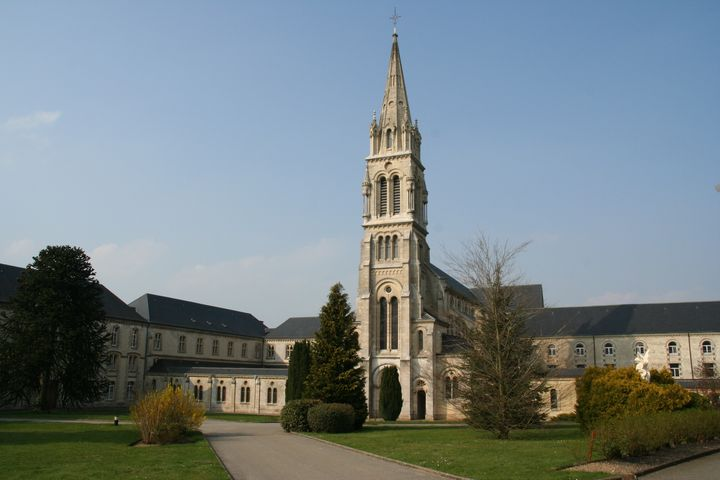
El monasterio de La Trappe hoy

Rotrou III (antes de 1080 – 20 de enero/6 de mayo de 1144), a veces hispanizado como Rotrón o llamado con el epíteto de el Grande (le Grand), fue un noble francés, conde de Perche y Mortagne desde 1099. Fue famoso como cruzado y caballero de Aragón, participando en las conquistas de su primo Alfonso el Batallador, rey de Aragón y Pamplona, quien le nombra gobernador de Tudela de 1123 a 1131. Es generalmente considerado el introductor de los caballos árabes en Perche, con lo que dio origen a los percherones. Con su fundación en 1122 de un monasterio en La Trappe en memoria de su mujer, Matilda, hija de Enrique I de Inglaterra sentó las fundaciones de los trapenses.

## Orígenes

### Familia
Rotrou era hijo de Geoffrey II, conde de Perche, y Béatrix du Montdidier, hija de Hilduino IV, conde de Montdidier. Pertenecían por parte paterna al linaje de Rotrou, uno de los principales linajes de la nobleza anglonormanda de la marca fronteriza del sur del ducado, Perche. Su padre Geoffrey era el señor de Mortagne-au-Perche y Nogent-le-Rotrou, en el Ducado de Normandía, y hermano de los señores de Châteaudun y Montfort-le-Rotrou.  Como otros nobles normandos, su padre había hecho fortuna con la conquista de Inglaterra tras la batalla de Hastings (1066).
Su madre pertenecía a una familia noble de Champaña que pese a ser del norte de Francia había emparentado con los reyes de Aragón a través de la tía de Rotrou, Felicia de Roucy, casada con el rey Sancho Ramírez de Aragón y madre de Alfonso I de Aragón y Ramiro II de Aragón, lo que generó una red de relaciones que influyó poderosamente en la vida de Rotrou.

### Primera Cruzada
Rotrou participó en la Primera Cruzada, viajando con el ejército del duque de Normandía, Roberto Curthose. Los motivos de Rotrou fueron probablemente familiares: una hermana suya se casó con Raimundo de Turena, también cruzado en el ejército de Raimundo IV de Tolosa. Su madre, Beatriz, era hermana de Ebles II de Roucy, quien había realizado una campaña en Aragón en 1073, y de Felicia, mujer del rey de Aragón Sancho Ramírez que también se vio envuelto en varios conflictos cruzados. Tampoco puede descartarse que concurriera una motivación religiosa.
Según la Chanson d'Antioche, Rotrou estuvo a las órdenes de Bohemundo de Tarento durante el asedio de Antioquía y fue uno de los primeros en pasar sus muros mediante escalas el 3 de junio de 1098. Cuando los cruzados se enfrentaron a una fuerza de socorro selyúcida dos semanas más tarde en batalla campal, Rotrou fue uno de los comandantes del frente. Cumplió sus votos y llegó a Jerusalén. La Chanson también menciona su valentía en la batalla de Nicea. La experiencia militar adquirida en la campaña convirtió a Rotrou en un reputado comandante militar, al que algunos autores atribuyen una gran capacidad táctica.

## Política normanda
El padre de Rotrou, Geoffrey de Mortagne, falleció en 1099 durante la ausencia de Rotrou, dejándolo como heredero de las tierras familiares. El primer domingo después de regresar a Francia, Rotrou visitó el monasterio de Nogent-le-Rotrou, fundado por su familia y ubicación de la tumba de su padre. Allí pidió convertirse en confrater (hermano) de la Abadía de Cluny, casa madre de Nogent, y para mostrar su sinceridad y probar el cumplimiento de su juramento cruzado colocó en el altar una carta que confirmaba las donaciones de sus predecesores a la abadía y la palma que trajo desde Jerusalén.
El puesto de Rotrou en el ducado de Normandía era el de defensor de la frontera con la Isla de Francia. Este carácter militar probablemente fuera reforzado por su participación en la primera cruzada y por los conflictos con otros nobles normandos. Mientras que su padre sólo ostentó el título de vizconde, Rotrou normalmente usó el de conde. En 1103 se desposó con Matilda FitzRoy, hija natural de Enrique I de Inglaterra. Rotrou se convirtió también un vasallo directo de Enrique en Inglaterra, donde tuvo feudos jure uxoris en nombre de su mujer Matilda, la hija del rey. No estuvo a menudo en Inglaterra pero según las fuentes estuvo muy unido a su mujer.
En 1105 se enfrentó a Roberto II de Bellême, venciéndole en una disputa por tierra en Bellême. Se trataba de un conflicto entre señores vecinos que se remontaba a su padre dado que la casa de Bellême había sido el principal competidor de los Rotrou en Perche. En la guerra entre Enrique I de Inglaterra y Roberto Curthose, Rotrou apoyó al primero mientras su rival de Belleme apoyaba al segundo. Rotrou fue una figura importante en la administración ducal tras la captura de Roberto en Tinchebray en 1106 y la subsecuente toma de Normandía por Enrique I.
En 1107, Rotrou construyó un castillo en un terreno parcialmente alodial y parcialmente en señorío de Hugo II de Le Puiset, desafiando los derechos de Hugo a la propiedad. Como el papa Urbano II había tomado las “casas, familias y todos los bienes de los cruzados bajo la protección de San Pedro y la Iglesia Romana”, y tanto Hugo como Rotrou eran veteranos de la Primera Cruzada, la disputa era compleja. El obispo y abogado Ivo de Chartres no lo pudo resolver, al implicar un juicio por combate que la iglesia no podía presidir, y lo remitió al tribunal del Condado de Blois. Allí Hugo perdió, pero en la violencia que siguió, su inquilino, quien tenía el usufructo de la tierra como feudo, fue capturado por los hombres de Rotrou. El papa reinante, Pascual II, que se encontraba en Chartres en abril, envió el caso a Ivo, quien se quejó en una carta de que ya que “esta ley de la Iglesia que protege los bienes de los caballeros que van a Jerusalén era nueva... No sabían si la protección aplicaba sólo a sus propiedades o también a sus fortificaciones.” Rotrou negó que el caso tuviera nada que ver con la nueva ley.
En 1113 Rotrou conquistó Bellême a su enemigo mediante un ardid militar, tras lo que el rey Enrique I de Inglaterra le concedió la ciudad.

## Reconquista

### Participación inicial
Rotrou podría haber participado por primera vez en la Reconquista a comienzos del siglo XII. Luchó según algunas fuentes junto a un grupo de normandos al servicio de su primo materno Alfonso I el Batallador, entonces rey de Aragón y Pamplona, hasta que el aragonés conspiró contra ellos y regresaron a casa. Se ha especulado con que dicha historia fue inventada para desacreditar a Alfonso por los cluniacenses, aliados del rival de Alfonso, Alfonso VI de León. También con que los normandos no llegaran a combatir a los musulmanes dada la protección a cambio del pago de parias que la taifa de Zaragoza logró en algunos periodos. Otros autores proponen al comparar crónicas que los aventureros francos y los nobles locales tuvieron desavenencias sobre el reparto de botín, por lo que los normandos abandonaron la campaña. Quizás la "conspiración aragonesa" fuera un rumor entre los normandos que regresaban descontentos.
La fecha de esta participación es debatida, con algunas propuestas tan tempranas como 1104-1105 o 1108-1109 y otras posteriores asociadas a la campaña de Zaragoza (1118) o a la toma de Tudela. El año de la conquista de esta última ciudad ha sido objeto a su vez de varios debates académicos que defendieron su datación en 1114, 1117 y 1119, con la última fecha aceptada mayoritariamente en la historiografía actual tras los trabajos de Lacarra, lo que ha generado aún más ambigüedad sobre la cronología de las actividades de Rotrou. Las reconstrucciones más modernas de los movimientos de Rotrou proponen como escenario más probable que su participación tuviera lugar en 1118, durante la cruzada de Zaragoza, en la que Rotrou podría haber colaborado, notablemente en una acción en Tudela y Tarazona que aparece también mencionada en fuentes musulmanas, pero volviendo a Normandía sin acabar la campaña.
Esta teoría coincide aproximadamente con las fuentes conservadas. Según la Crónica de San Juan de la Peña, Rotrou participó en las conquistas de Zaragoza (1118) y Tudela (1119). Se puede confirmar la presencia de muchos barones franceses en la expedición contra Zaragoza en los Anales de la Corona de Aragón (que también mencionan a Rotrou en otros periodos) del cronista Jerónimo Zurita. Sin embargo, Zurita omite la participación de Rotrou en la ayuda transpirenaica de la campaña de Zaragoza. Consta que recibió tierra y casas en Zaragoza después de la conquista, por lo que podría haber enviado dinero u hombres para asistir en la empresa incluso aunque no hubiera participado personalmente. Rotrou no firmó los fueros de la ciudad, a diferencia de otros nobles de Francia que habían participado personalmente en la conquista, algo que algunos autores excusan suponiendo que fue uno de los francos que abandonó la campaña antes de la rendición de la ciudad.
No obstante, existen diferentes críticas a esta teoría. Tanto la crónica pinatense como los anales de Zurita son posteriores a los hechos y la historiografía moderna ha corregido varios detalles de sus afirmaciones. La Crónica de San Juan de la Peña en especial, ha sido tachada de apócrifa. En las fuentes primarias del periodo constan, en cambio, múltiples donaciones de Rotrou en Normandía en 1118 y su presencia en la misma región en 1119, combatiendo en favor de Enrique I, con lo que muchos autores dudan que pudiera haber participado en la conquista de Zaragoza y Tudela, a pesar de que la Crónica de San Juan le haga el líder durante la conquista de Tudela y el primer gobernante independiente de la ciudad. Algunos autores en cambio sí ven ventanas temporales para una participación en la campaña de Zaragoza.
La descripción de sus supuestas acciones en Tudela durante la campaña de Zaragoza (1118) aporta validez al relato para los defensores de esta propuesta, dada la semejanza con otras acciones bélicas confirmadas de Rotrou. Según esta teoría se especula con que Rotrou podía haber participado en un golpe de mano para evitar el auxilio a Zaragoza desde Tudela y Tarazona, con lo que podría haber causado una derrota a la guarnición de Tudela o incluso haber capturado parte de la ciudad forzando a los defensores a refugiarse en la fortaleza. Las fuentes árabes relatan una acción cristiana contra Tudela pero indican que Ibn Mazdali derrotó a los cristianos en estas localidades en 1118 apuntando a que estas hipotéticas acciones de Rotrou no supusieron la toma de la localidad.
Tudela fue objeto de una nueva campaña a principios de 1119, en la que no hay indicios de participación del conde de Perche. Además de los documentos que lo sitúan ese año en Normandía, Rotrou no es mencionado en la rendición de Tudela, y los documentos reales conservados citan como primeros tenentes de la localidad a Aznar Aznárez y Fortún Garcés Cajal sin referencias a Rotrou.

### Gobierno de Tudela
Rotrou vuelve a constar en Normandía en 1120, cuando firmó un acto de confirmación relativo a la abadía de Arcisses. Después de la muerte de su mujer, su hijo mayor y dos de sus sobrinos en el hundimiento del Barco Blanco (1120), Rotrou regresó a España. Puede haber sido un acto de penitencia (quizás creyendo que sus pecados habían traído la tragedia) o quizás una manifestación pública de duelo, dado que su mujer era hija del rey inglés que también perdió a su heredero, Guillermo Adelin, en la catástrofe. Llegó a Aragón sobre 1121-1123. La generosidad de las concesiones reales de Alfonso el Batallador a Rotrou apuntan a una reconciliación tras las disputas pasadas o una muestra de la importancia que su ejército normando tenía para Alfonso I. Su primera participación constatable fue probablemente la campaña contra Lérida de 1123. 
Rotrou parece vinculado desde entonces a Tudela aunque los detalles de su estatus son fuente de más debates. Una carta aragonesa de abril de 1123 se refiere a Rotrou como "conde en Tudela", a pesar de que no se refiriera específicamente a él como el gobernante de la localidad. El señor normando Robert Burdet, que posteriormente fue señor de Tarragona puede haber luchado junto a Rotrou en Normandía y haberle seguido a España c. 1123. Robert es mencionado por primera vez en una carta emitida por Rotrou en España, en la que le concede algunas casas en Zaragoza a un caballero suyo de nombre Sabino en agradecimiento por sus servicios (diciembre de 1124). Hay una referencia ligeramente más tardía qué muestra a Rotrou en control de Tudela y en la que se nombra a Robert como su alcalde o comandante militar de la ciudadela y a un Duran Pixon como juez. Esta carta también afirma, contra la Crónica de San Juan, que Rotrou regía Tudela como vasallo de Alfonso el Batallador, al que llama “emperador” en el documento. Cartas similares de febrero de 1128 y noviembre de 1131 muestran que continuó en el poder durante casi una década, incluso aunque Rotrou estuviera a menudo ausente en Normandía y Robert Burdet en Tarragona. Cuando Alfonso le concedió fueros a Tudela en 1127 también menciona a Rotrou, Robert y Duran.
En el invierno de 1124–25, Alfonso lanzó una campaña hacia el sur. Rotrou dirigió una expedición contra la fortaleza musulmana de Peña Cadiella (Benicadell), que guardaba la carretera de Alicante a Valencia. Dado que las tropas musulmanas de Murcia a menudo la usaban, esta ruta hacia Valencia era de importancia estratégica para cualquier campaña en el oriente de Al-Ándalus. La expedición de Rotrou, parte de la campaña real, fue planeada en paralelo. Rotrou fue asistido por los caballeros aragoneses de la cofradía de Belchite y su maestre, Galindo Sánchez. Rotrou regresó a Normandía con sus tropas en 1125, dejando a Robert Burdet a la cabeza de Tudela (dónde está atestiguado en cartas de 1126 a 1128). Rotrou no participó en la campaña andaluza de Alfonso.
Rotrou regresó junto a Alfonso en 1130, durante el asedio de Bayona. El 26 de octubre, Alfonso concedió el fuero de Tudela a la ciudad aledaña de Corella. Rotrou fue uno de los firmantes, ya que el castillo de Corella le había sido concedido por el rey en diciembre de 1128 (posiblemente en pago a los servicios prestados durante la repoblación de Cella en el año precedente). Es atestiguado finalmente como gobernante en Tudela con Robert como su segundo en un acto privado de noviembre de 1131, del que sobreviven dos originales. Siguió en Iberia hasta marzo de 1132, cuándo actuó de testigo en los fueros de Asín.

## Segundo viaje a Tierra Santa y política navarra
En algún momento cuya fecha se desconoce, Rotrou regresó a las cruzadas en Oriente Medio, siendo uno de los pocos barones del norte de Francia en hacerlo. En este segundo viaje Rotrou obtuvo algunas reliquias que donó al monasterio que fundó en La Trappe.
En España, Rotrou había establecido vínculos hacia 1133 con García Ramírez. García se casó con Margarita de l'Aigle, hija de la hermana de Rotrou, Juliana, y de Gilbert, señor de l'Aigle. Margarita tuvo una hija llamada Margarita de Navarra, que sería reina de Sicilia, como esposa de Guillermo I de Sicilia. García Ramírez pertenecía a una rama secundaria de la dinastía Jimena, lo que le convirtió en uno de los contendientes por la sucesión de Alfonso I el Batallador al fallecer este sin hijos en 1134. La alianza dinástica con Rotrou fue clave para que García asegurara Tudela y su comarca y lograra la corona de Pamplona.
Rotrou falleció en 1144. La alianza con la nueva casa real de Pamplona (pronto convertido en reino de Navarra) logró que Esteban du Perche, el hijo menor e ilegítimo de Rotrou, fuera canciller de Navarra durante el periodo de 1166–71. Gilberto, nieto de Rotrou (aunque se desconoce a través de qué hijo) fue nombrado conde en Gravina en Sicilia, donde reinaba su prima segunda.

## Familia

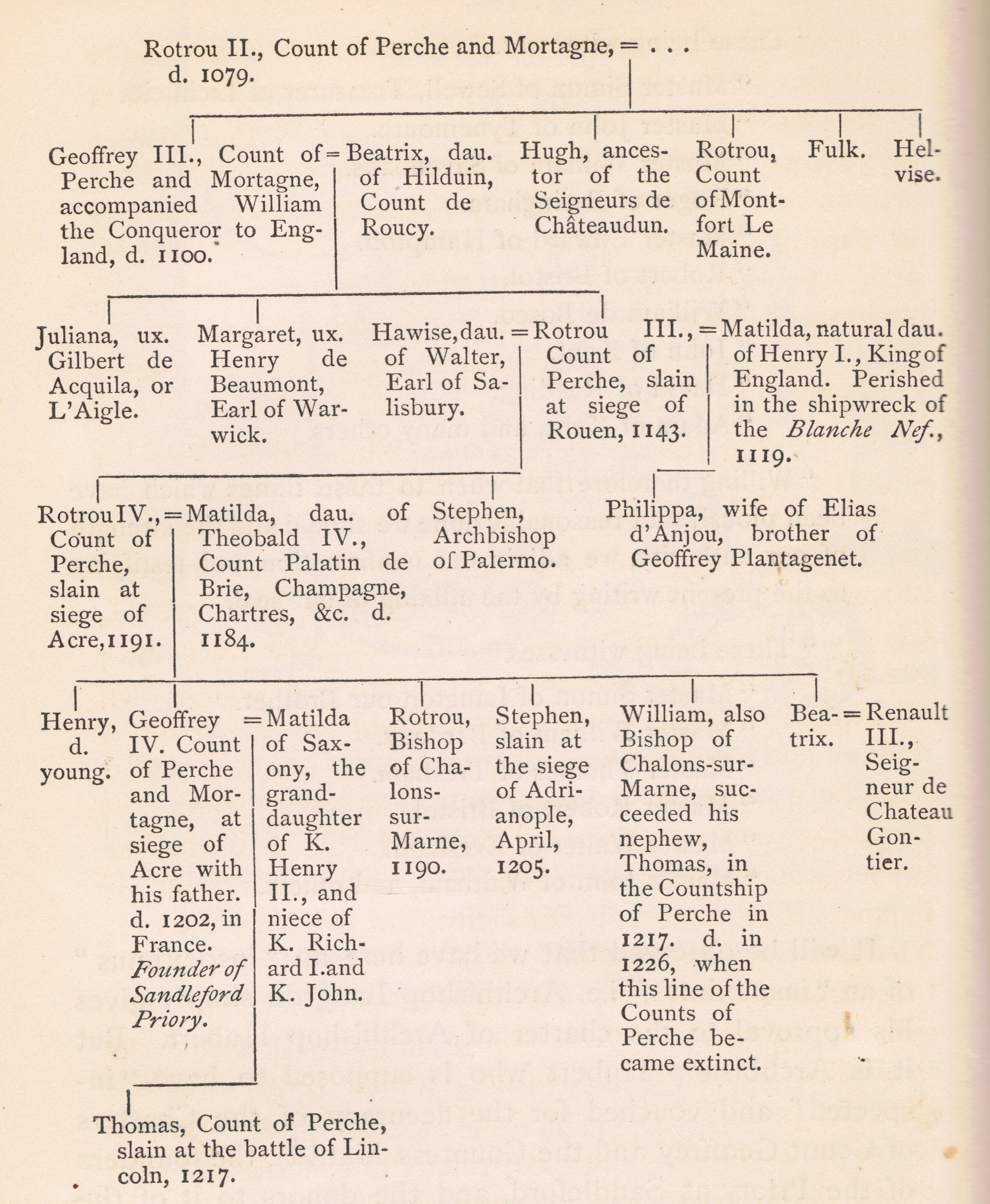
Árbol familiar propuesto para los condes de Perche.

Rotrou se casó originalmente con una mujer de nombre desconocido, con la que tuvo una hija:
- Beatriz, mujer de Renaud IV, señor de Château-Gontier

Su segunda mujer fue Matilde, hija ilegítima de Enrique I de Inglaterra y su amante Edith Ansfried. Matilde se ahogó en el hundimiento del Barco Blanco el 20 de noviembre de 1120. Habían tenido dos hijas:
- Filipa, mujer de Elías II, conde de Maine
- Felicia

Su tercera mujer fue Hawise, hija de Walter de Salisbury y hermana de Patrick, Conde de Salisbury. Tuvieron dos hijos:
- Rotrou IV, su sucesor muerto en el asedio de Acre
- Geoffrey (muerto después de 1154)
- Esteban, arzobispo de Palermo

Rotrou también tuvo dos hijos ilegítimos con amantes desconocidas:
- Bertrand, padre de Gilbert, Conde de Gravina